# 안태현
안태현(安邰鉉, 1993년 3월 1일 ~ )는 대한민국의 축구 선수로 현재 제주 SK에서 센터포워드, 중앙 미드필더으로 활동 중이다.

## 클럽 경력
홍익대학교에서 등번호 11번을 달고 주장으로써 팀에 헌신했다. 2016년 서울 이랜드로 입단하였다.
2016년 K리그 챌린지의 서울 이랜드에 입단하였다. 2016 시즌 31경기(16경기 선발, 14경기 교체 투입)에 출전하여 3골 1도움을 기록하였으며, 서울 이랜드에서는 윙 포워드로 활약하였다.
2017년 K리그 챌린지의 부천 FC 1995에 자유계약으로 입단하였다. 부천에서는 풀백이라는 새로운 역할을 부여받았다. 2017 시즌에는 10라운드 안산 그리너스 FC와의 홈 경기를 제외하고 모든 리그 경기에 선발 출전하였다.
2020 시즌을 앞두고 상주 상무에 입대했다.
2021년 8월, 군에서 제대하여 원 소속팀인 부천으로 복귀했다.